# Adam Obert
Adam Obert, född 23 augusti 2002 Bratisava, är en slovakisk fotbollsspelare som spelar för Cagliari och representerar det slovakiska landslaget.

## Karriär
Obert representerade som junior  Zbrojovka Brno and Sampdoria innan han värvades av italienska serie A-laget Cagliari där spelat sedan 2021. Han har representerat Slovakiens landslag på olika juniornivåer och gjorde sin debut i A-landslaget 2022. Han medverkade i europamästerskapet i fotboll 2024.